# Gerda Sprinchorn

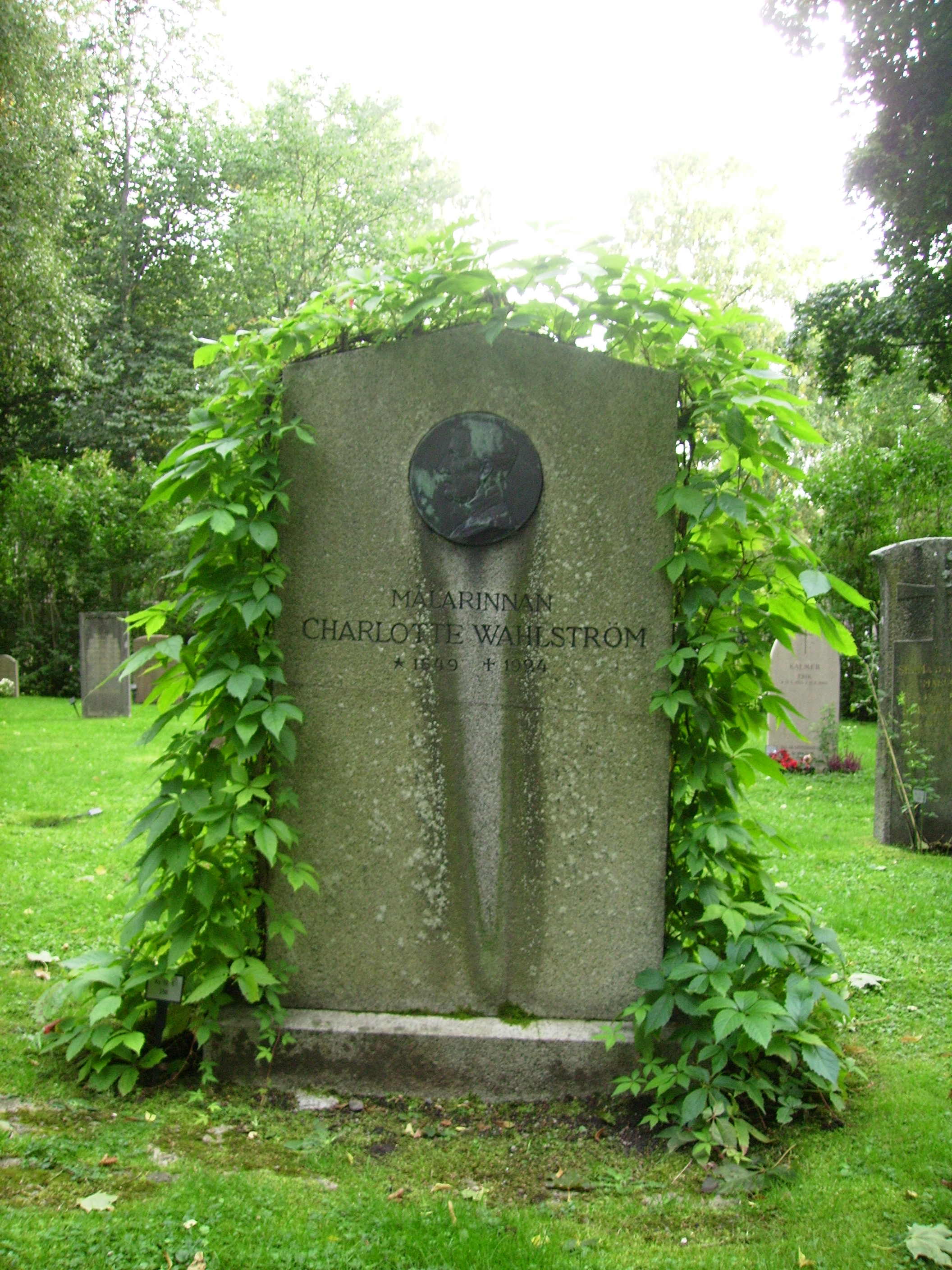
Medaljong på Charlotte Wahlströms gravvård.

Gertrud (Gerda) Linnéa Sprinchorn, född 29 april 1871 i Listelberga i Skerike församling i Västmanlands län, död 21 mars 1951 i Oscars församling i Stockholm, var en svensk keramiker och skulptör.

## Karriär
Sprinchorn var dotter till kamreraren Carl Ludvig Sprinchorn och Hildegard Juliana Littmarck. Hon studerade vid Tekniska aftonskolan i Uppsala 1885–1890, vid Tekniska skolan i Stockholm 1890–1893 (vid högre konstindustriella avdelningen 1892–1893), och för John Börjeson vid Konstakademien 1893–1900, där hon även studerade etsning för Axel Tallberg 1895–1896. Efter akademistudierna vistades hon i Paris 1902–1903 och gjorde ett flertal studieresor till bland annat Dalarna, Italien och Finland.
År 1920 tilldelades hon Föreningen Svenska Konstnärinnors stipendium och vid Världsutställningen i Saint Louis 1904 tilldelades hon en bronsmedalj. Tillsammans med den finländska keramikern Ragnhild Godenius delade hon en brännugn i Rönninge utanför Södertälje. Sprinchorn medverkade i Svenska konstnärernas förenings utställningar i Stockholm på 1910-talet och i Göteborgs konstförenings utställning på Valand 1902, Norrköpingsutställningen 1906, Lundautställningen 1907, Baltiska utställningen samt utställningar arrangerade av Sveriges allmänna konstförening och Föreningen Svenska Konstnärinnor. Hon medverkade dessutom i internationella utställningar i München, Helsingfors, London, Wien, Köpenhamn, San Francisco och Philadelphia. Hon utförde bland annat porträttreliefer i brons samt en staty av Carl von Linné. Hon var ledamot av styrelsen för Svenska konstnärernas förening 1930–1942.
Sprinchorn finns representerad vid Nationalmuseum i Stockholm, Trelleborgs museum och Uppsala universitetsbibliotek.